# مسجد گل مشکی

مسجدگل مشکی مربوط به دوره قاجار است و در کرمان، خیابان دکتر چمران، کوچه شماره ۱۲، پلاک ۱۴ واقع شده و این اثر در تاریخ ۲۲ مرداد ۱۳۸۴ با شمارهٔ ثبت ۱۳۰۷۴ به‌عنوان یکی از آثار ملی ایران به ثبت رسیده است.